# Soundamérica
Soundamérica es el duodécimo álbum de estudio del grupo argentino de reggae y rock latino Los Pericos, lanzado el 28 de octubre de 2016 bajo el sello Sony Music Entertainment. Es el primer álbum de la banda con canciones originales en 8 años desde el lanzamiento de Pura vida en 2008.
| N.º | Título                            | Duración |  |
| 1.  | «Señales Erróneas»                | 3:49     |  |
| 2.  | «Inalcanzable»                    | 3:35     |  |
| 3.  | «Anónimos» (con Carla Morrison)   | 5:18     |  |
| 4.  | «Todos Lo Hacen»                  | 3:57     |  |
| 5.  | «La Hora 25»                      | 4:21     |  |
| 6.  | «Palabras de Fuego» (con Emanero) | 3:21     |  |
| 7.  | «Simple Atracción»                | 3:46     |  |
| 8.  | «Ahora Puedo Ver»                 | 4:02     |  |
| 9.  | «Icono Gurú»                      | 3:36     |  |
| 10. | «Salgo»                           | 3:51     |  |
| 11. | «Cosquín Supernova»               | 3:14     |  |
| 12. | «Cuando Golpea el Viento»         | 3:36     |  |
| 13. | «El Último»                       | 3:51     |  |